# Лэнгфорд, Кэтрин
Кэ́трин Лэ́нгфорд (англ. Katherine Langford, род. 29 апреля 1996) — австралийская актриса. Наибольшую известность ей принесла роль Ханны Бейкер в телесериале Netflix «13 причин почему» (2017—2020).

## Ранние годы
Родилась в Перте, Австралия, в семье Элизабет Лэнгфорд (урождённой Грин) и доктора Стивена Лэнгфорда. У неё есть младшая сестра Джозефин (род. 1997), также актриса. В средней школе Лэнгфорд занималась плаванием, однако в старшей школе увлеклась музыкой и актёрским мастерством. После окончания школы в 2014 году она стала посещать различные актёрские студии и кружки в Перте и наняла агента. В конце 2015 года она была зачислена в Западноавстралийскую академию актёрского мастерства, однако так и не начала обучение, сосредоточившись на карьере.

## Карьера
В 2015 году Лэнгфорд приняла участие в съёмках нескольких независимых фильмов. Короткометражка «Дочь» была показана на 69-м Каннском международном кинофестивале. Лэнгфорд прошла прослушивание на роль Ханны Бейкер в телесериале «13 причин почему» от платформы Netflix. Она получила признание критиков за исполнение роли Ханны. В 2018 году за эту роль она получила номинацию на премию «Золотой глобус» за лучшую женскую роль в телевизионном сериале — драма.

## Фильмография
| Год       |     | Русское название       | Оригинальное название | Роль         |
| --------- | --- | ---------------------- | --------------------- | ------------ |
| 2016      | кор | Дочь                   | Daughter              | Скарлетт     |
| 2016      | кор | Несовершенный Квадрант | Imperfect Quadrant    | Руби         |
| 2017—2020 | с   | 13 причин почему       | 13 Reasons Why        | Ханна Бейкер |
| 2018      | ф   | Недопустимый           | The Misguided         | Весна        |
| 2018      | ф   | С любовью, Саймон      | Love, Simon           | Леа Бёрк     |
| 2019      | ф   | Спонтанность           | Spontaneous           | Мара Карлайл |
| 2019      | ф   | Достать ножи           | Knives Out            | Мэг Тромби   |
| 2020      | с   | Проклятая              | Cursed                | Нимуэ        |
| 2022      | с   | Дикая река             | Savage River          | Мики         |